# Бандемер
Бандемер (нем. von Bandemer) — дворянский род одноименного герба.
Происходит из Кашубии.

## Описание герба
Щит скошен слева. В верхней части в серебряном поле выходящий бык естественного цвета, между его рогами золотая шестиконечная звезда; в нижней — лазорево-серебряная шаховница.
Намет лазоревый подложенный серебром. В нашлемнике шестиконечная звезда.